# Скорлупа (головной мозг)
Скорлупа или пута́мен (от лат. putamen — скорлупа) — базальное ядро, входит в состав стриопаллидарной системы и находится в основании переднего мозга (конечный мозг). Скорлупа, вместе с бледным шаром, образуют чечевицеобразное ядро, которое, в свою очередь, вместе с хвостатым ядром образуют полосатое тело. С помощью различных путей скорлупа подключена к чёрной субстанции и бледному шару. Основными функциями скорлупы являются регулирование движения и влияние на различные виды обучения. В качестве главного нейротрансмиттера путамен использует дофамин. Путамен также играет роль в этиологии дегенеративных неврологических расстройств, таких как болезнь Паркинсона.

## Происхождение названия
Происходит от латинского слова putáre, что означает думать или рассмотреть.

## Анатомия

3D-вид скорлупы (отмечена красным).

Скорлупа является базальным ганглием, расположенным в переднем мозге. Неразрывно связана с хвостатым ядром и бледным шаром, образуя полосатое тело и чечевицеобразное ядро. Является наиболее латеральной часть чечевицеобразного ядра.
Хвостатое ядро и скорлупа содержат те же типы нейронов и циклы — многими нейроанатомами рассматриваются как дорсальная часть стриатума, образуя единую структуру, разделённую на две части массивным пучком волокон, внутренней капсулой, проходящей между хвостатым ядром и скорлупой. Путамен вместе с бледным шаром составляют линзовидное ядро. Путамен является самой внешней частью базальных ганглиев. Это группы ядер в мозге, которые связаны между собой, с корой головного мозга, таламусом и стволом мозга.
Скорлупа взаимосвязана со следующими структурами:
- Хвостатое ядро
- Чёрная субстанция
- Бледный шар

## Физиология
Для того чтобы контролировать движения, скорлупа должна взаимодействовать с другими структурами, которые составляют базальные ганглии. Они включают в себя — хвостатое ядро и бледный шар. Эти две структуры, наряду с скорлупой, взаимодействуют через ряд прямых и косвенных ингибирующих путей. Прямой путь состоит из двух ингибирующих путей от скорлупы к чёрной субстанции и внутренней области бледного шара. Этот путь в качестве нейротрансмиттеров использует — дофамин, ГАМК и вещество P. Косвенные пути состоят из трех ингибирующих путей, которые идут от скорлупы и хвостатого ядра к внешней области бледного шара. Но в отличие от прямого пути в данном пути используются в качестве нейротрансмиттеров дофамин, ГАМК и энкефалины. При взаимодействии прямого и косвенного путей происходят непроизвольные движения.

### Дофамин
Дофамин является одним из главных нейромедиаторов, который регулируется путаменом.

### Другие нейромедиаторы
Путамен также играет важную роль в модуляции других нейротрансмиттеров. Скорлупа вырабатывает ГАМК, энкефалины, вещество Р, и ацетилхолин. В качестве получаемых нейромедиаторов используется — серотонин и глутамат. Большинство из этих нейромедиаторов играют роль в управлении и координации движений.

## Роль в обучении
Проведено множество исследований скорлупы, из которых стало очевидно, что она играет важную роль во многих типах обучения. Некоторые примеры приведены ниже:
Обучение с подкреплением и имплицитное обучение
Наряду с различными видами обучения, путамен также оказывает влияние на имлицитное и обучение с подкреплением.
Имплицитное обучение — является пассивным процессом, в котором люди подвергаются воздействию информации и приобретают знания с помощью экспозиции (различных внешних воздействий).

## Управление моторикой
Путамен выполняет много функций, однако был сделан вывод, что она не имеет конкретной специализации. Но, так как скорлупа взаимосвязана со многими другими структурами, она работает в сочетании с ними, чтобы управлять многими типами моторных навыков. К ним относятся:
- управление обучения движений
- двигательная активность и задачи[4]
- подготовка движения[5]
- задача амплитуды движения[6]
- последовательность выполняемых движений[7].

Некоторые неврологи предполагают, что скорлупа также играет роль в выборе движения (например, при синдроме Туретта) и «автоматически» выполняет ранее изученное движение (например, при болезни Паркинсона).

## Роль в «цикле ненависти»
Последние, предварительные исследования показали, что путамен может выполнять функцию в так называемом «цикле ненависти» головного мозга. Недавнее исследование было сделано отделом клеточной и эволюционной биологии в Университетском колледже Лондона. В эксперименте была задействована группа добровольцев, у которых провели магнитно-резонансную томографию, пока они просматривали портреты людей — ненавистных для них персон, а также фотографии трех человек того же пола, к которым они относились нейтрально. В ходе эксперимента, «оценка ненависти» была записана для каждого снимка. Была также создана так называемая «шкала ненависти», включающая значения от 0 до 72 баллов. Результатом эксперимента послужила активация путамена, инсулы, медиальной фронтальной извилины и некоторых участков коры головного мозга (премоторная кора и фронтополярная кора). Учёным также удалось обнаружить связь между уровнем мозговой активности и оценкой, которую тестируемые присваивали фотографиям по вышеупомянутой 72-балльной шкале. Чем сильнее была ненависть, тем больше активизировались структуры мозга.

## Патофизиология
Путамен играет важную роль в этиологии многих дегенеративных неврологических заболеваниях и расстройств.

### Болезнь Паркинсона
После обнаружения у скорлупы основных функций стало очевидным, что она и базальные ганглии играют важную роль в этиологии болезни Паркинсона, а также других заболеваний, которые связаны с дегенерацией нейронов.
Болезнь Паркинсона является медленной, прогрессирующей и c устойчивой потерей дофаминергических нейронов в pars compacta чёрной субстанции. В развитии болезни Паркинсона путамен играет ключевую роль, потому что её входы и выходы непосредственно связаны с чёрной субстанцией и бледным шаром. При болезни Паркинсона деятельность в прямом пути к внутренней части бледного шара уменьшается, а активность в косвенных путях к внешней части бледного шара увеличивается. Вместе эти действия вызывают чрезмерное торможение таламуса. Именно поэтому пациенты-паркинсонисты страдают тремором и проблемами выполнения произвольных движений.

### Другие заболевания и расстройства
Болезни и расстройства связаны с нарушениями путамена:
- Снижение когнитивных функций при болезни Альцгеймера[11]
- Болезнь Хантингтона
- Болезнь Вильсона-Коновалова
- Деменция с тельцами Леви
- Кортикобазальная дегенерация
- Синдром Туретта
- Шизофрения
- Депрессия
- Синдром дефицита внимания и гиперактивности[12]
- Хорея
- Обсессивно-компульсивное расстройство[13][14]
- Другие психические расстройства[14].